# St. Stephen (Minnesota)
St. Stephen es una ciudad ubicada en el condado de Stearns en el estado estadounidense de Minnesota. En el Censo de 2010 tenía una población de 851 habitantes y una densidad poblacional de 89,26 personas por km².

## Geografía
St. Stephen se encuentra ubicada en las coordenadas 45°42′3″N 94°16′27″O / 45.70083, -94.27417. Según la Oficina del Censo de los Estados Unidos, St. Stephen tiene una superficie total de 9.53 km², de la cual 9.53 km² corresponden a tierra firme y (0%) 0 km² es agua.

## Demografía
Según el censo de 2010, había 851 personas residiendo en St. Stephen. La densidad de población era de 89,26 hab./km². De los 851 habitantes, St. Stephen estaba compuesto por el 99.06% blancos, el 0% eran afroamericanos, el 0.12% eran amerindios, el 0% eran asiáticos, el 0.12% eran isleños del Pacífico, el 0% eran de otras razas y el 0.71% pertenecían a dos o más razas. Del total de la población el 0.71% eran hispanos o latinos de cualquier raza.